# Fornicació
La fornicació és tota mena de relació sexual extramatrimonial o considerada il·lícita. És un concepte rellevant essencialment en el context de la condemna religiosa de tota relació sexual que no vaja dirigida a la procreació dins del matrimoni convenientment sacramentat. No està limitada únicament a la penetració, sinó que també inclou el sexe oral, el sexe anal, i altres formes que l'home o la dona mamprén per a la satisfacció dels seus desitjos sexuals, fantasies sexuals, comerç o un altre fi diferent del considerat legítim.
Per a explicar-ho, alguns prenen en compte les consideracions següents:
- Un casat que té relacions fora del matrimoni, fornica i adultera.
- Un casat que té relacions dins del matrimoni amb fins no procreatius, fornica, però no adultera.
- Un fadrí que té relacions sense ser casat, fornica, però no adultera.

## Origen del mot
La paraula fornicar ve del llatí fornix, que vol dir volta o zona porticada. Sota aquestes voltes se situaven les prostitutes de Roma i la paraula fornícula va esdevenir un eufemisme per referir-se als locals on exercien les prostitutes.